# خانه علوی (بیرجند)
خانه علوی مربوط به دوره زند است و در شهرستان خوسف، واقع شده و این اثر در تاریخ ۲۵ اسفند ۱۳۷۹ با شمارهٔ ثبت ۳۴۷۲ به‌عنوان یکی از آثار ملی ایران به ثبت رسیده است.